# Phygela
Phygela is een geslacht van rechtvleugeligen uit de familie sabelsprinkhanen (Tettigoniidae). De wetenschappelijke naam van dit geslacht is voor het eerst geldig gepubliceerd in 1876 door Stål.

## Soorten
Het geslacht Phygela omvat de volgende soorten:
- Phygela haanii Stål, 1876
- Phygela latipennis Karny, 1931
- Phygela marginata Brunner von Wattenwyl, 1878